# Bílá skála u Jamolic
Bílá skála u Jamolic je přírodní památka jihozápadně od obce Jamolice v okrese Znojmo ve vzdálenosti přibližně tři kilometry v lese poblíž silnice Jamolice—Dukovany. Důvodem ochrany je skalisko se suťovým polem, bohaté keřové patro a ornitofauna.

## Galerie

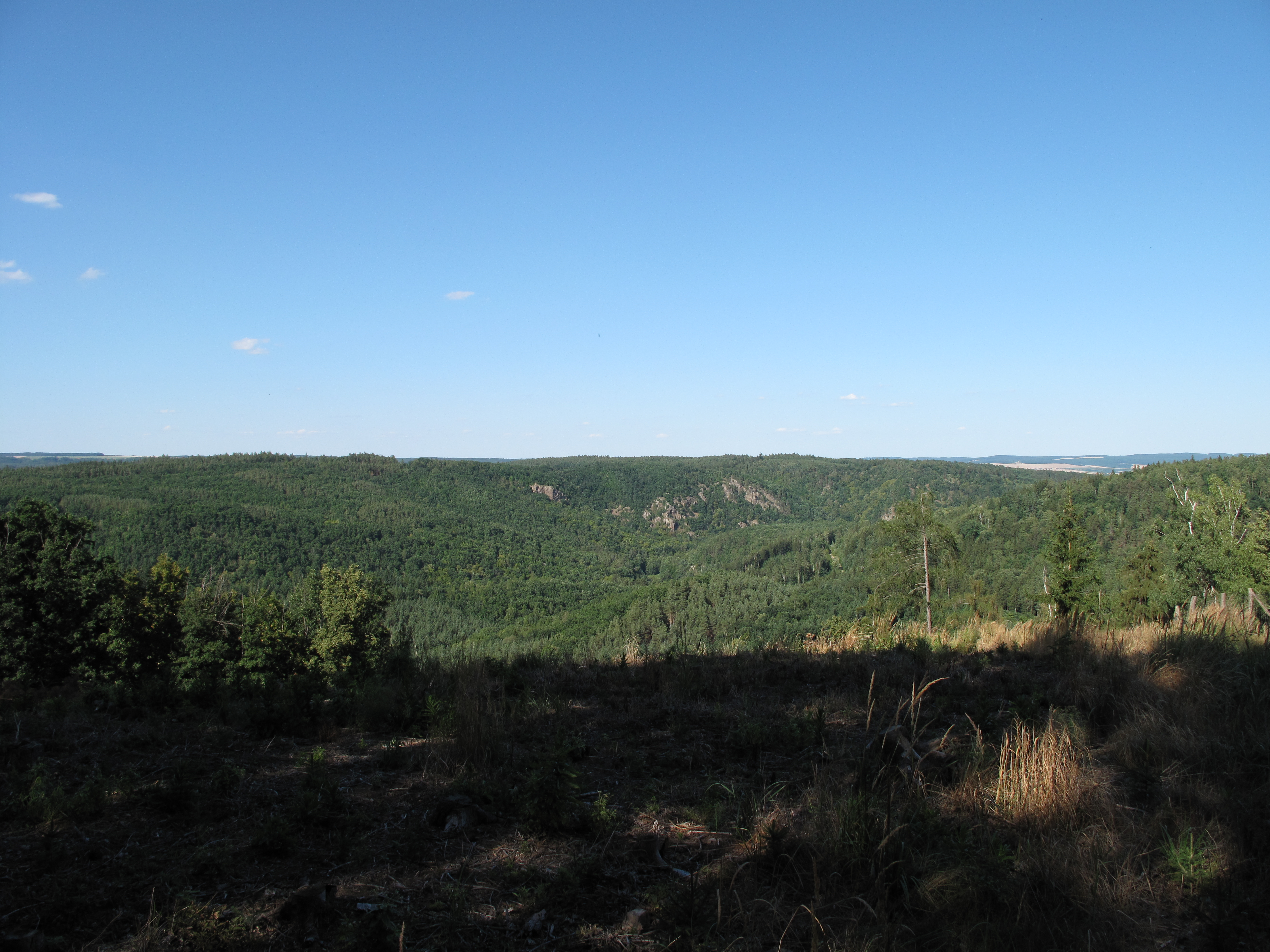
Okolní krajina
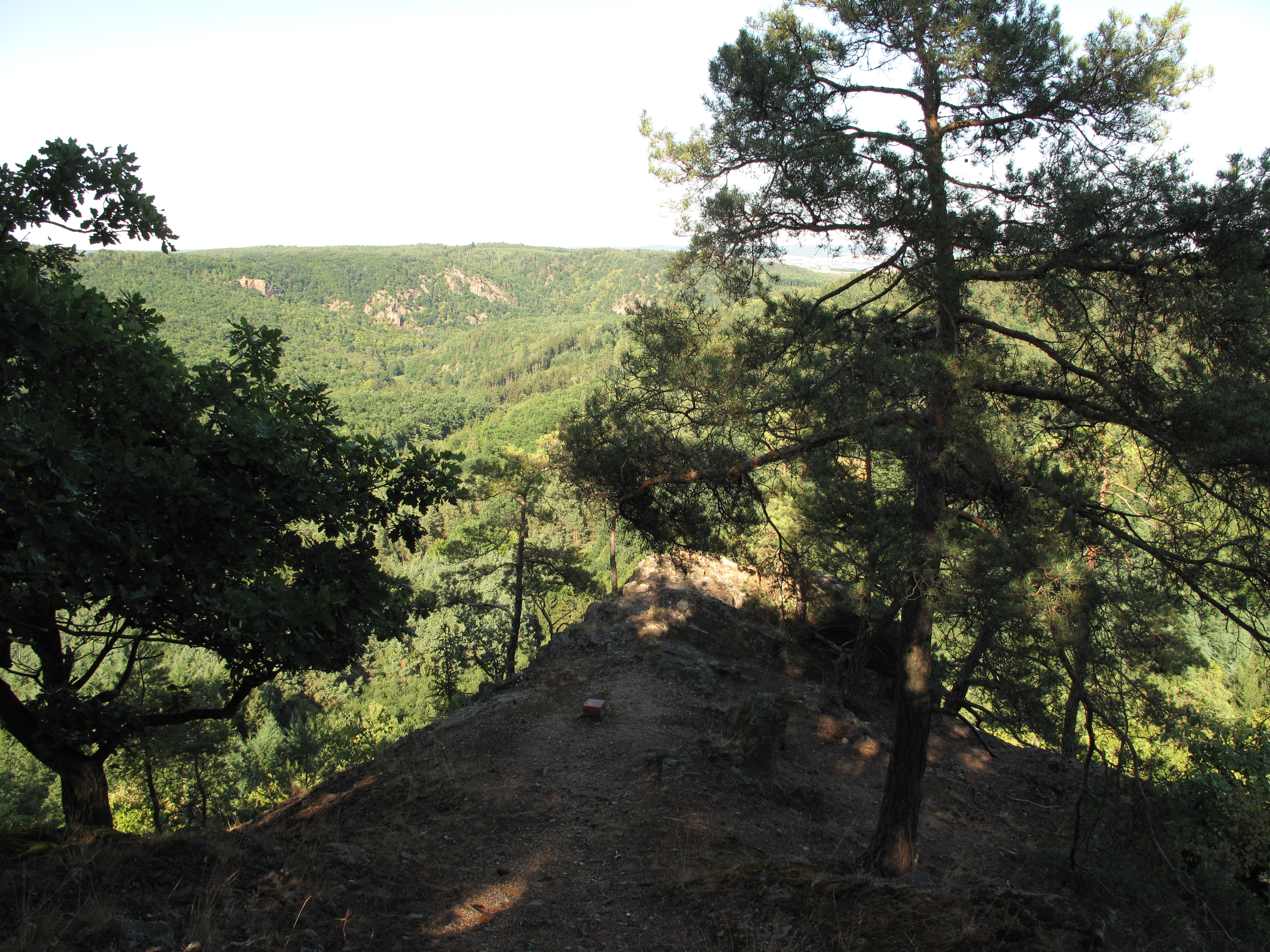
Skalní ostroh
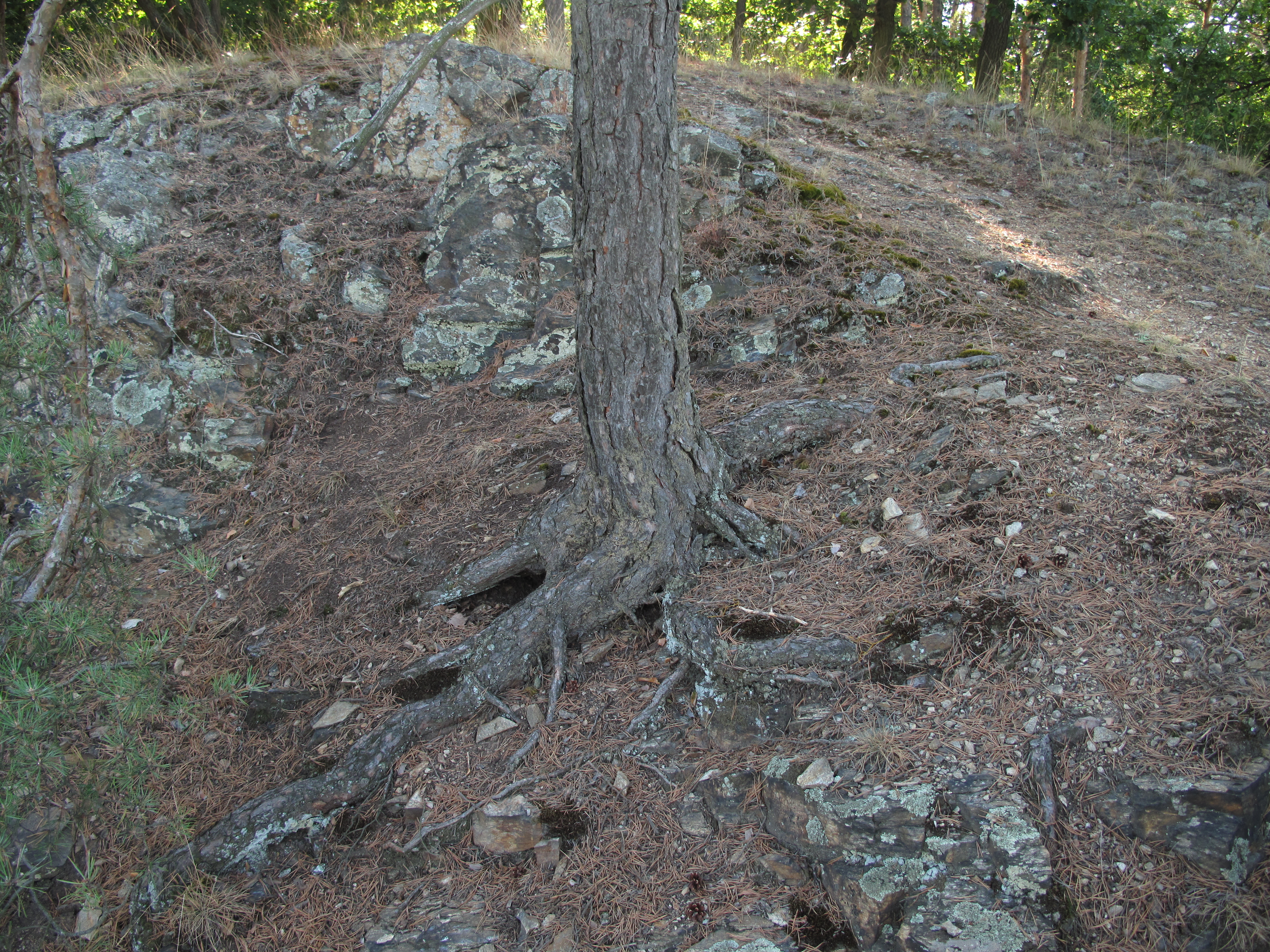
Pata borovice
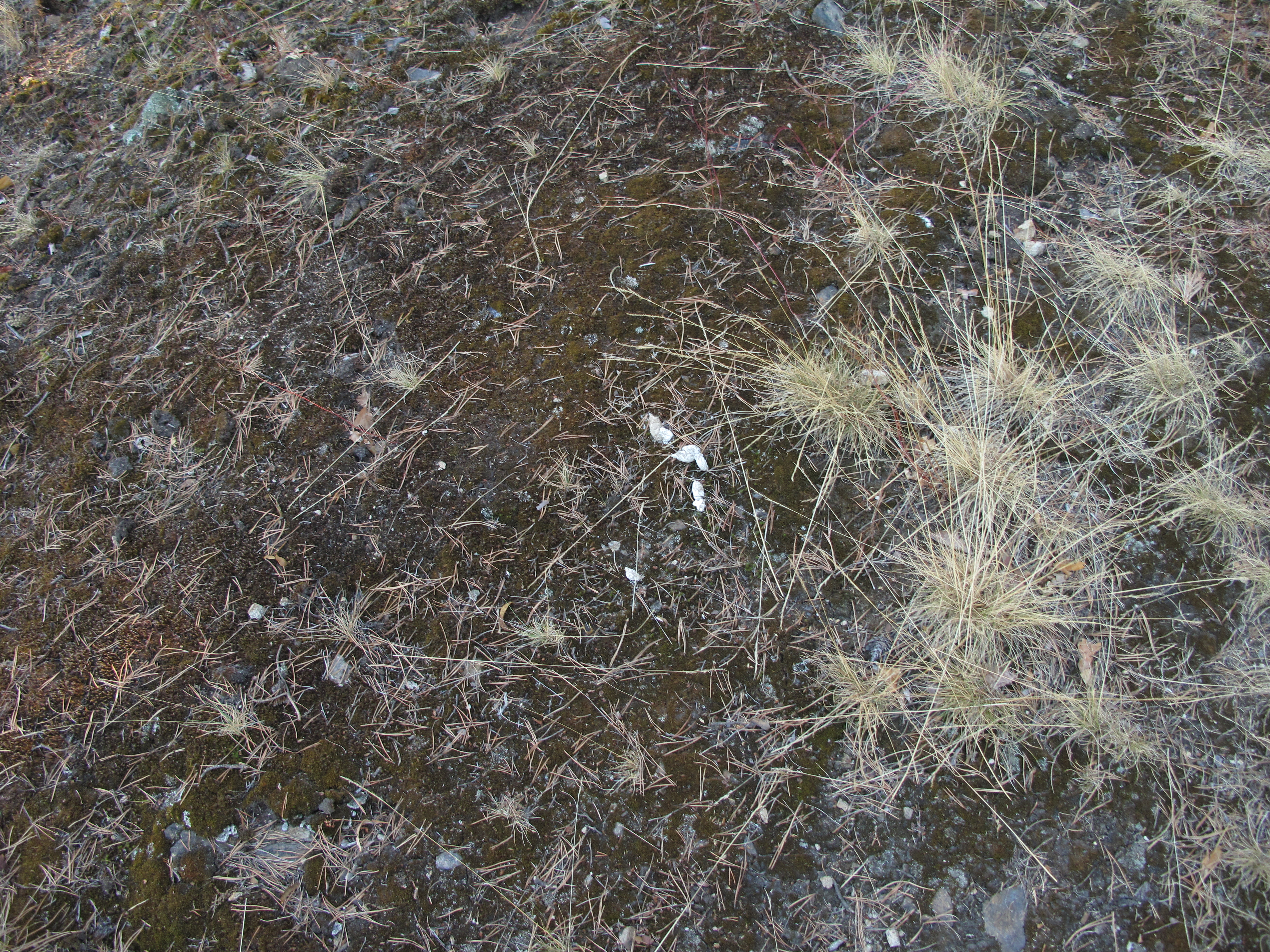
Bylinný porost na skále